# Wasted Years
Wasted Years è il quattordicesimo singolo del gruppo heavy metal britannico degli Iron Maiden. È stato pubblicato il 6 settembre 1986 come anticipazione dell'album Somewhere in Time.

## Descrizione
Il brano è scritto dal chitarrista Adrian Smith che si è ispirato alle fatiche affrontate dalla band nel periodo 1984-1985, durante il World Slavery Tour.
Reach Out nasce, invece, da alcune jam session realizzate in uno studio noleggiato da Nicko McBrain alla fine del tour: vi hanno partecipato, oltre al batterista, anche Dave Colwell (autore della canzone), Andy Barnett (compagno di Smith negli Urchin) e lo stesso Adrian Smith nella duplice veste di chitarrista/cantante. Si tratta dell'unico caso in cui il cantante ufficiale degli Iron Maiden (Bruce Dickinson), pur partecipando alla registrazione del brano, si limita ad eseguire i cori.
Mentre, Sheriff of Huddersfield è stata composta da tutta la band: è una canzone ironica sul loro manager Rod Smallwood.

## Tracce
1. Wasted Years - 5:06 -  (Smith)
2. Reach Out - 3:31 -  (Colwell)
3. Sheriff of Huddersfield - 3:35 -  (Iron Maiden)

## Formazione
- Bruce Dickinson - voce
- Dave Murray - chitarra
- Adrian Smith - chitarra, cori; voce in Reach Out
- Steve Harris - basso
- Nicko McBrain - batteria